# Yacuitella
Yacuitella este un păianjen din familia Salticidae. Are o singură specie, găsită în Argentina, Yacuitella nana care a fost descrisă de María Elena Galiano în anul 1999.